# 加藤るみ
加藤 るみ（かとう るみ、1995年〈平成7年〉3月9日 - ）は、日本のタレントであり、女性アイドルグループ・SKE48の元メンバーである。
岐阜県出身。サンミュージックプロダクション所属。

## 略歴
2009年
- 2009年3月、『SKE48第二期メンバーオーディション』に合格。
- 2009年4月、『「神公演予定」* 諸般の事情により、神公演にならない場合もありますので、ご了承ください。』において、研究生として初の顔見せを行う。
- 2009年7月4日、チームS 2nd Stage「手をつなぎながら」公演のアンダーで劇場デビュー。

2010年
- 2010年8月21日付で研究生よりチームSに昇格。

2013年
- 2013年4月13日、日本ガイシホールで開催されたSKE48春コン2013「変わらないこと。ずっと仲間なこと」で、「組閣」と称したチーム再編により、チームKIIへの異動が発表された[2]。
- 2013年7月17日、新チーム体制に再編によりチームKIIへ異動。

2014年
- 2014年2月24日、「AKB48グループ大組閣祭り〜時代は変わる。だけど、僕らは前しか向かねえ!〜」におけるチーム再編で、チームEへの異動が発表された。
- 2014年5月2日、「手をつなぎながら」公演初日において、チームEメンバーとして初出演[3]。

2015年
- 5月から6月にかけて実施された『AKB48 41stシングル選抜総選挙』では62位で、フューチャーガールズに選出された[4]。

2016年
- 4月10日、同日行われた「手をつなぎながら」公演（夜公演）にてSKE48からの卒業を発表。
- 5月31日、SKE48としての活動を終了[5]。

2019年
- 7月17日、一般人男性と同月7日に結婚したことを発表[6]。

## 人物
- 愛称は、るみちゃん。
- 誕生時は「月」を意味する「ルナ」という名前が付けられる予定だったが、画数の問題などで「るみ」になったという[7]。
- 映画をこよなく愛する。母親の影響で幼少の頃より映画の英才教育を受ける。映画イベントも多数出演[8][9][10]。
- 好きな食べ物はみかん[11]。大好きなのは週3回は食べに行く回転寿司[12]。嫌いな食べ物はワサビ。
- 小さい頃から嫌いなものはドライヤー[13]。
- 趣味は渓流釣り[14]。海釣り用のミミズを飼っており、フライ・フィッシングも好きで毛針も自作する本格派[15]。釣り好きが高じて、マニア向けのフライフィッシング専門誌『フライの雑誌』第97号 （2012年7月15日発行）の表紙を飾る。これが初ソロ表紙となる[注 1]。
- 特技は竹笛を吹きながらのムーンウォーク[注 2]。
- 以前より世界遺産に興味があり、2012年に検定試験である世界遺産検定3級を取得した[16]。
- 将来の夢はバラエティタレント、声優[11]、女優[14]だった。

### SKE48
- キャッチフレーズは「せーの　るんるん! （るみるみ!） まるまる! （るみるみ!） いつでも! （るみるみ!） 岐阜県出身◯歳、加藤るみです」[17]。
- 「みずき軍団」の副隊長だった[18]。
- 5期生の江籠裕奈は憧れの人として加藤るみの名を挙げている[19]。
- 2012年5月23日放送分『SKE48の世界征服女子』においてS女アナウンサーの最終オーディションに合格した[注 3][20]。

## SKE48での参加曲

### シングルCD選抜曲
SKE48名義
- 「青空片想い」に収録
  - バンジー宣言 - チームB.L.T.名義
- 「ごめんね、SUMMER」に収録
  - ピノキオ軍 - シアターガールズ名義
- 「1!2!3!4! ヨロシク!」に収録
  - 青春は恥ずかしい - 紅組名義
- 「バンザイVenus」に収録
  - 誰かのせいにはしない - 紅組名義
- 「パレオはエメラルド」に収録
  - パパは嫌い - 紅組名義
- 「オキドキ」に収録
  - 微笑みのポジティブシンキング - 紅組名義
- 「片想いFinally」に収録
  - 声がかすれるくらい - 紅組名義
- 「アイシテラブル!」に収録
  - なんて銀河は明るいのだろう - 紅組名義
- 「キスだって左利き」に収録
  - 鳥は青い空の涯を知らない - 紅組名義
- 「チョコの奴隷」に収録
  - 追いかけShadow - 紅組名義
- 「美しい稲妻」に収録
  - 2人だけのパレード - Team KII名義
- 「賛成カワイイ!」に収録
  - 石榴の実は憂鬱が何粒詰まっている? - 紅組名義
- 「未来とは?」に収録
  - Mayflower - 九龍嬢名義
  - S子と嘘発見器 - Team KII名義
  - 僕らの絆
- 「不器用太陽」に収録
  - バナナ革命 - Team E名義
- 「12月のカンガルー」に収録
  - 青春カレーライス - Team E名義
- 「コケティッシュ渋滞中」に収録
  - 僕は知っている - DOCUMENTARY of SKE48名義
  - 音を消したテレビ - Team E名義
  - 夜の教科書 - セレクション17 “AKB49～恋愛禁止条例～”名義
- 「前のめり」に収録
  - 長い夢のラビリンス - Team E名義
- 「チキンLINE」に収録
  - 望遠鏡のない天文台 - Passion For You 選抜名義
  - Is that your secret? - Team E名義

AKB48名義
- 「ギンガムチェック」に収録
  - あの日の風鈴 - ウェイティングガールズ名義
- 「ハロウィン・ナイト」に収録
  - 君にウェディングドレスを… - フューチャーガールズ名義

### アルバムCD選抜曲
SKE48名義
- 『この日のチャイムを忘れない』に収録
  - フラフープでGO!GO!GO! - チームS名義
  - Beginner - チームS名義

AKB48名義
- 『ここにいたこと』に収録
  - ここにいたこと
- 『1830m』に収録
  - 青空よ 寂しくないか?

### 劇場公演ユニット曲
SKE48 研究生「PARTYが始まるよ」公演
- 星の温度

 チームS 3rd Stage「制服の芽」公演
- 女の子の第六感（新海里奈の卒業後）
- 万華鏡（ユニットシャッフル後）

チームKII 4th Stage「シアターの女神」公演
- 初恋よ こんにちは
- ロッカールームボーイ ※
※高木由麻奈のユニットアンダー

 チームE 4th Stage「手をつなぎながら」公演
- Glory days
※木本花音休演時は木本ポジションで出演
- チョコの行方
※佐藤すみれのユニットアンダー

 「SKE48 アップカミング公演〜秋〜」公演
- 涙の湘南

### その他公演
- HKT48 チームH 1st Stage「手をつなぎながら」公演（2012年9月12日・13日・22日・23日、HKT48劇場）

## 出演

### テレビドラマ
- こだわりナビ（2017年4月 - 、テレビ朝日） - レギュラー
- モウソウ刑事!（2011年2月23日・3月2日、東海テレビ） - 血の付いた包丁を持った謎の女 役
- 3人の若い女（ドラマパート）（2017年12月30日 - 2018年1月3日、AT-X） - 鈴木華子 役[21][22]

### バラエティ
- でらSKE〜夜明け前の国盗り48番勝負（2010年4月5日 - 2011年5月4日、TBS）
- SKE48学園（2010年6月1日・9月2日 - 、エンタ!371）
- SKE48のアイドル×アイドル（2010年12月20日・27日、中京テレビ）
- イッテ♡恋48（2011年7月3日・10日・24日・31日 - 、テレビ神奈川）
- SKE48の世界征服女子（2011年10月3日 - 2012年9月26日、中京テレビ）
- AKBと××!（2012年4月19日 -、読売テレビ）
- SKE48の世界征服女子 season2（2013年4月16日 - 、中京テレビ）
- NEWS 5 PLUS→Station![注 4]（2013年8月5日 - 2016年、岐阜放送）
- 釣りびと万歳（2014年6月2日、NHK BSプレミアム）
- 釣りたガール!（関西テレビ）
  - 「南紀白浜で麦わらイサギ釣り！加藤るみ三連掛けに挑む！」（2018年5月13日）
  - 第1部 白イカ・第2部 レンコダイ（2019年9月）
- 釣り百景（2018年11月29日、BS-TBS）
- めっちゃぎふわかるてれび メインMC（2022年4月 - 2023年3月、岐阜放送）

### テレビアニメ
- 3人の若い女（アニメパート）（2017年12月30日 - 2018年1月3日、鈴木華子 役[21]）

### 舞台
- ミュージカル「AKB49〜恋愛禁止条例〜」（2015年3月14日 - 15日、中日劇場） - 野中かおり 役[23]
- ガソリーナ VOL.12「櫻の園2」（2016年10月5日 - 10日、ザムザ阿佐谷） - 志水由布子〈ドゥニャーシャ〉 役[24]

### ラジオ
- SKE48放課後倶楽部（2010年7月7日 - 2013年1月30日、FMわっち）
- SUNSHINE SAKAE presents RADIO SPLASH（2010年8月26日 - 不定期出演、FM愛知）
- SKE48♥1+1は2じゃないよ!（2010年11月11日 - 不定期出演、東海ラジオ）
- SKE48♥1+1+1は3じゃないよ!（2011年4月17日 - 不定期出演、東海ラジオ）
- SKE48 観覧車へようこそ!!（2011年10月10日 - 不定期出演、CBCラジオ）
- わたしのすきなこと。2nd（2013年4月14日 - 9月29日、FM愛知）
- SKE48の岐阜県だって地元ですっ!（2013年7月1日 - 2016年5月30日、岐阜放送ラジオ）
- もちろんSKE!!（2014年1月13日 - 不定期出演、bayfm）

### ネット配信
- おしゃべりやってまーす 第48放送2nd（2011年5月16日 - 2013年3月25日、K'z Station）
- 学校の怪談 第6話「別れの曲」（2012年8月、BeeTV）
- おしゃべりつづけまーす ハピ☆ホリ〜Happy Holic Days〜 → おしゃべりつづけまーす ゆる☆ふる（2013年4月3日 - 2014年4月2日、K'z Station）
- おしゃべりやってま〜す Revolution（2016年6月16日 - 、K'z Station）[25]
- 自主映画のチカラ（2018年5月26日 - 、K'z Station）

## 書籍

### 雑誌連載
- フライの雑誌（2012年7月15日、フライの雑誌社） - 第97号。
- つり情報（2013年7月13日 - 、辰巳出版） - No. 838・842・843・851・854・856・858・860・868[注 5]。